# Shigeki Kitani
Shigeki Kitani (japanisch 喜谷 繁暉 Kitani Shigeki; * 29. Dezember 1928 in Hōjōmachi, Kasai City, Präfektur Hyōgo; † Februar 2009) war ein japanischer Künstler, der für seine innovativen Beiträge zur Kunstbewegung der Gutai Art Association bekannt ist.

## Leben
Shigeki Kitani wurde 1928 in der Präfektur Hyōgo geboren und studierte an der städtischen Kunstuniversität Kyōto, wo er 1952 seinen Abschluss in Malerei machte. Kitani war nicht nur Maler, sondern auch Dichter und experimentierte mit avantgardistischen Kunstformen, die sowohl Malerei als auch Skulptur umfassten.

## Gutai
Shigeki Kitani begann seine künstlerische Laufbahn in den 1950er Jahren und nahm 1956 zum ersten Mal an einer Ausstellung der Gutai Art Association (kurz Gutai) teil, einer Gruppe, die für ihre experimentelle und materialorientierte Kunst bekannt war. Bei der „Gutai Outdoor Art Exhibition“ präsentierte er eine Arbeit aus flachen Metallplatten. 1965 schloss sich Shigeki Kitani offiziell der Gutai an und nahm an mehreren ihrer Ausstellungen teil, darunter an der 15. bis 20. Gutai-Ausstellung (1965 bis 1968). Zu seinen Werken aus dieser Zeit gehört die berühmte Torso-Serie: dreidimensionale, mit Baumwolle gefüllte Leinwände, die oft als weibliche Körper dargestellt werden. Diese Werke, die Malerei und Skulptur verbinden, zeichnen sich durch leuchtende Farbstreifen aus, die die Form abstrahieren und entmaterialisieren.

## Werk
Shigeki Kitanis Werke zeichnen sich durch ihre dreidimensionalen Qualitäten und ihren experimentellen Ansatz aus. Inspiriert von Jirō Yoshihara Gutai-Manifest suchte er nach völlig neuen Ausdrucksformen und verband die traditionelle Malerei mit körperlicher und skulpturaler Praxis. Neben seiner Arbeit als Künstler war Shigeki Kitani auch ein moderner Dichter, was seine multidisziplinären Interessen unterstreicht. Nach seinem Tod im Jahr 2009 wurde sein Werk wiederentdeckt und erlangte durch Ausstellungen wie „Gutai: The Spirit of an Era“ im National Art Center in Tokio internationale Anerkennung. In westlichen Ländern war er lange Zeit weniger bekannt, bis seine Werke durch Ausstellungen wie die von Erik Thomsen (Shigeki Kitani – Early Works, Erik Thomsen Gallery, New York 2015) einem breiteren Publikum zugänglich gemacht wurden. Shigeki Kitanis Werk gilt heute als wichtiger Beitrag zur japanischen Avantgarde nach dem Zweiten Weltkrieg.